# Massy (Saône-et-Loire)
Massy foi uma comuna francesa na região administrativa de Borgonha-Franco-Condado, no departamento de Saône-et-Loire. Estendia-se por uma área de 5,07 km². Em 2010 a comuna tinha 61 habitantes (densidade: 12 hab./km²).
Em 1 de janeiro de 2017, passou a formar parte da nova comuna de La Vineuse sur Fregande.